# 諸星悠
諸星 悠（もろぼし ゆう）は、日本のライトノベル作家。

## 経歴・人物
第24回後期ファンタジア大賞にて諸星遊星名義の「俺が教官で、彼女たちが魔導師候補生だと……そんなまさかっ!」が金賞を受賞。同作を『空戦魔導士候補生の教官』に改題改稿し上梓、作家デビューとなった。
『空戦魔導士候補生の教官』は、2014年にドラマCD化、2015年にテレビアニメ化され7月から9月まで放送された。

## 作品リスト

### 単行本
- 『空戦魔導士候補生の教官』（富士見ファンタジア文庫、2013年7月20日 - 2017年7月20日） 全14巻
- 『美少女揃いの英霊に育てられた俺が人類の切り札になった件』（富士見ファンタジア文庫、2023年12月 - ） 既刊2巻

### 電子書籍
- 『空戦魔導士候補生の教官 EXTRA MISSION』（富士見ファンタジア文庫（電子版のみ）、2017年7月）